# Rhyolite
Rhyolite is een spookstad net buiten nationaal park Death Valley in de Amerikaanse staat Nevada. De plaats ontstond nadat in het gebied in 1904 goud werd gevonden en groeide in de daaropvolgende periode door de succesvolle Montgomery Shoshone Mine. Enkele jaren later begon de plaats echter te krimpen en in 1916 was de plaats bijna volledig verlaten. Op zijn hoogtepunt in 1908 telde de plaats ongeveer 8.000 inwoners en was de op twee na grootste plaats van Nevada. Tegenwoordig staan nog enkele overblijfselen van het dorp overeind. Daarnaast bevindt zich in de plaats het Goldwell Open Air Museum met kunstwerken van onder andere Belgisch beeldhouwer Albert Szukalski.

## Geschiedenis

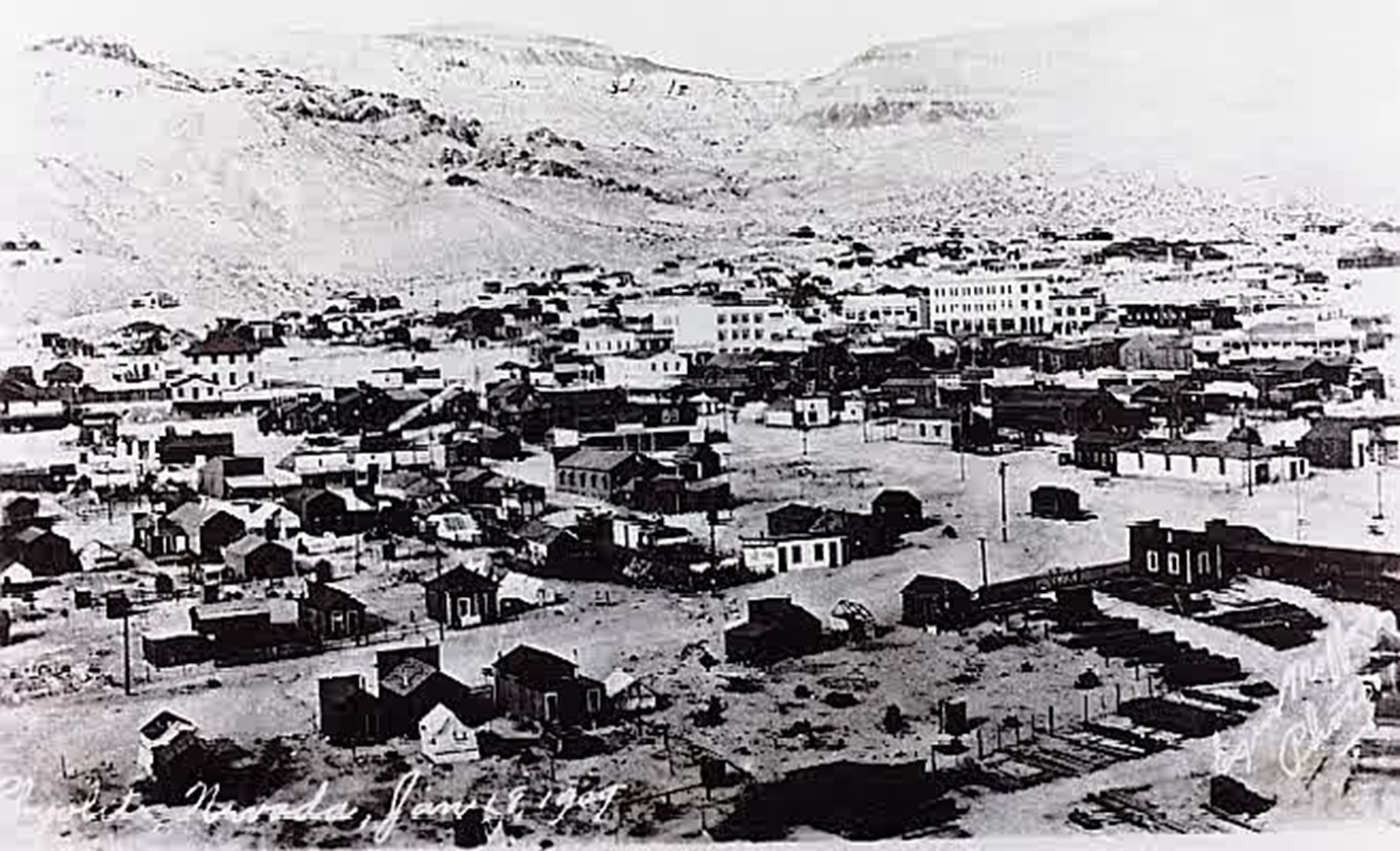
Rhyolite in 1909

In 1904 waren Shorty Harris en E.L. Cross het grondgebied van het huidige Rhyolite aan het verkennen. Nadat zij op 9 augustus van dat jaar in het gebied kwarts met daarin goud hadden gevonden, werden verschillende nederzettingen in de regio gesticht, waaronder Amargosa, Bullfrog en Rhyolite. Rhyolite werd vernoemd naar het gesteente ryoliet, dat in de buurt van de plaats voorkwam. In Rhyolite zelf werd de succesvolle Montgomery Shoshone Mine gesticht. Door die mijn trokken vele mensen naar Rhyolite en de plaats ontwikkelde zich snel. Ook werden vele gebouwen en voorzieningen gebouwd, waaronder hotels, winkels, een school voor 250 leerlingen en een klein ziekenhuis. In 1906 opende een spoorlijn die door de plaats liep. In april 1907 werd in Rhyolite elektriciteit geïntroduceerd en in augustus van datzelfde jaar werd een molen gebouwd met een capaciteit van 300 ton erts per dag. Door het succes van de mijnindustrie kreeg de plaats nationale bekendheid.
In 1907, drie jaar na de stichting, werd Rhyolite getroffen door een financiële crisis en begon de plaats langzaam leeg te lopen. Ook sloten mijnen en banken in de daaropvolgende jaren. In 1910 was het inwonertal van de plaats gekrompen tot 611 en op 14 maart van het volgende jaar werd besloten tot het sluiten van de eerder zo succesvolle Montgomery Shoshone Mine en de gelijknamige molen. In 1916 werd de elektriciteit van de plaats uitgeschakeld en veranderde Rhyolite in een spookstad. In 1984 trokken enkele Belgische kunstenaars, waaronder Albert Szukalski, naar de spookstad. Zij maakten daar verscheidene beeldhouwwerken. In het jaar waarin Szukalski stierf, werd in Rhyolite het Goldwell Open Air Museum opgericht om zo de kunstwerken te behouden. De beeldhouwwerken bleven op hun oorspronkelijke locatie staan.
Tegenwoordig is het grootste deel van de spookstad verdwenen, maar er bevinden zich nog overblijfselen van de plaats. Dat zijn onder andere een aantal muren van een bankgebouw, een aantal muren van het schoolgebouw, een deel van de voormalige gevangenis, het stationsgebouw en het "Bottle House" bestaande uit 50.000 flesjes. Dat laatste gebouw werd in 1925 gerestaureerd door Paramount Pictures voor de film The Air Mail. Recentelijk, op 20 september 2014, brandde een houten voormalige winkel af na te zijn getroffen door de bliksem. De grond van Rhyolite is deels privaat en deels federaal bezit.

## Galerij

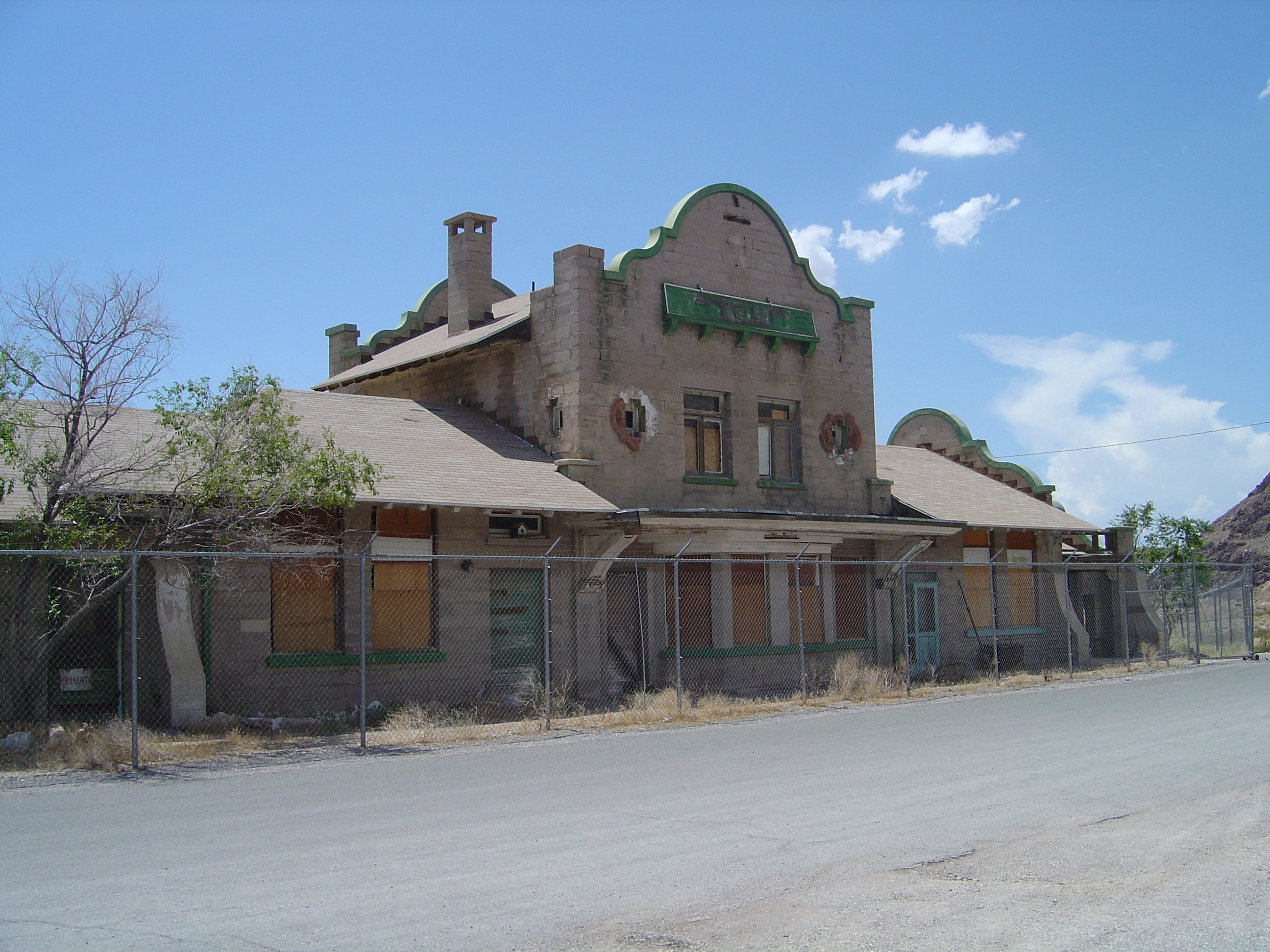
Het stationsgebouw
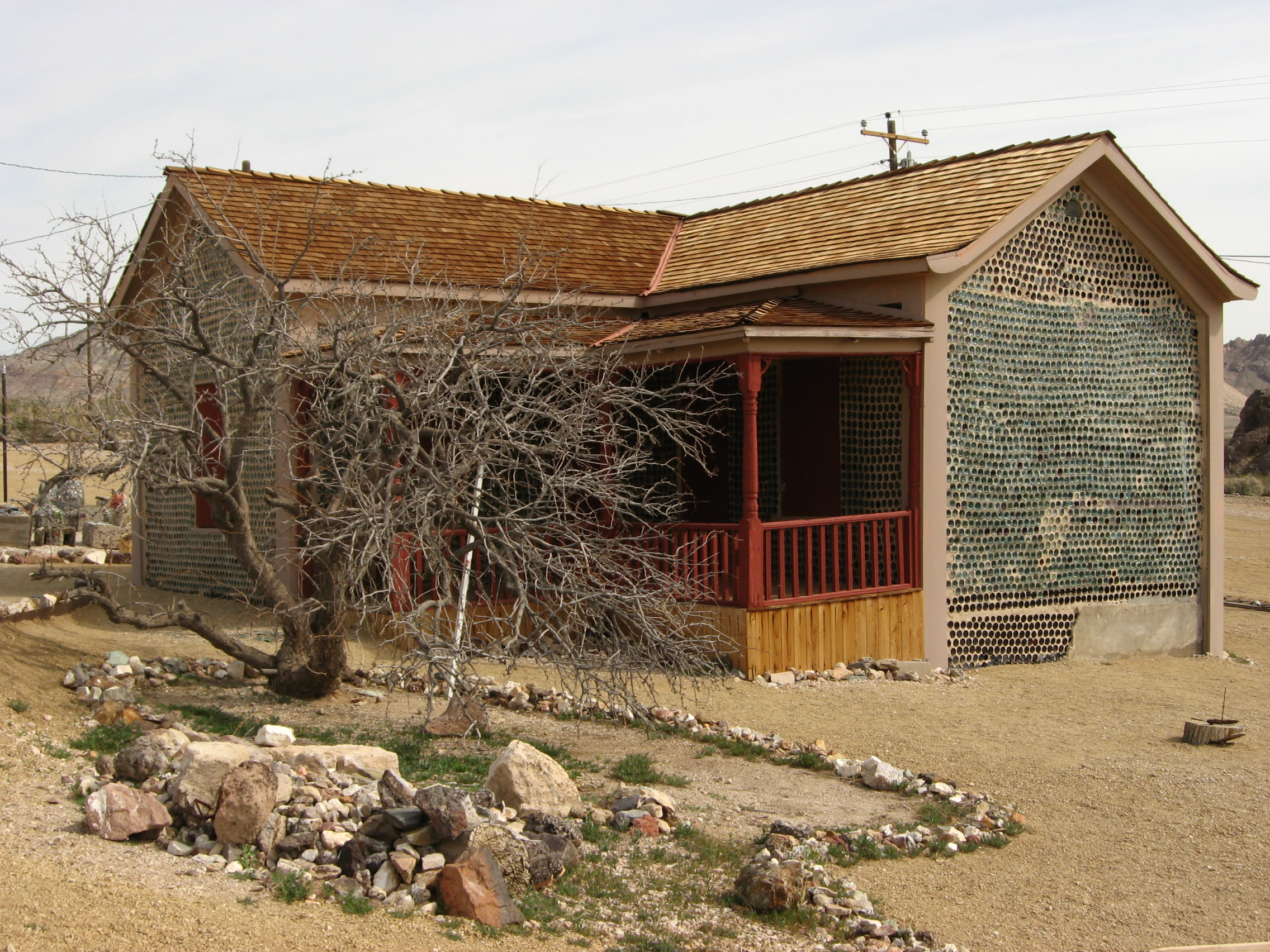
Het "Bottle House"
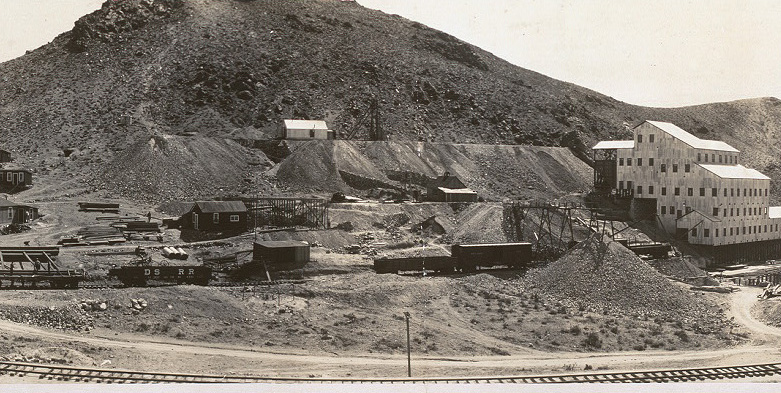
De Montgomery Shoshone Mine (1907)
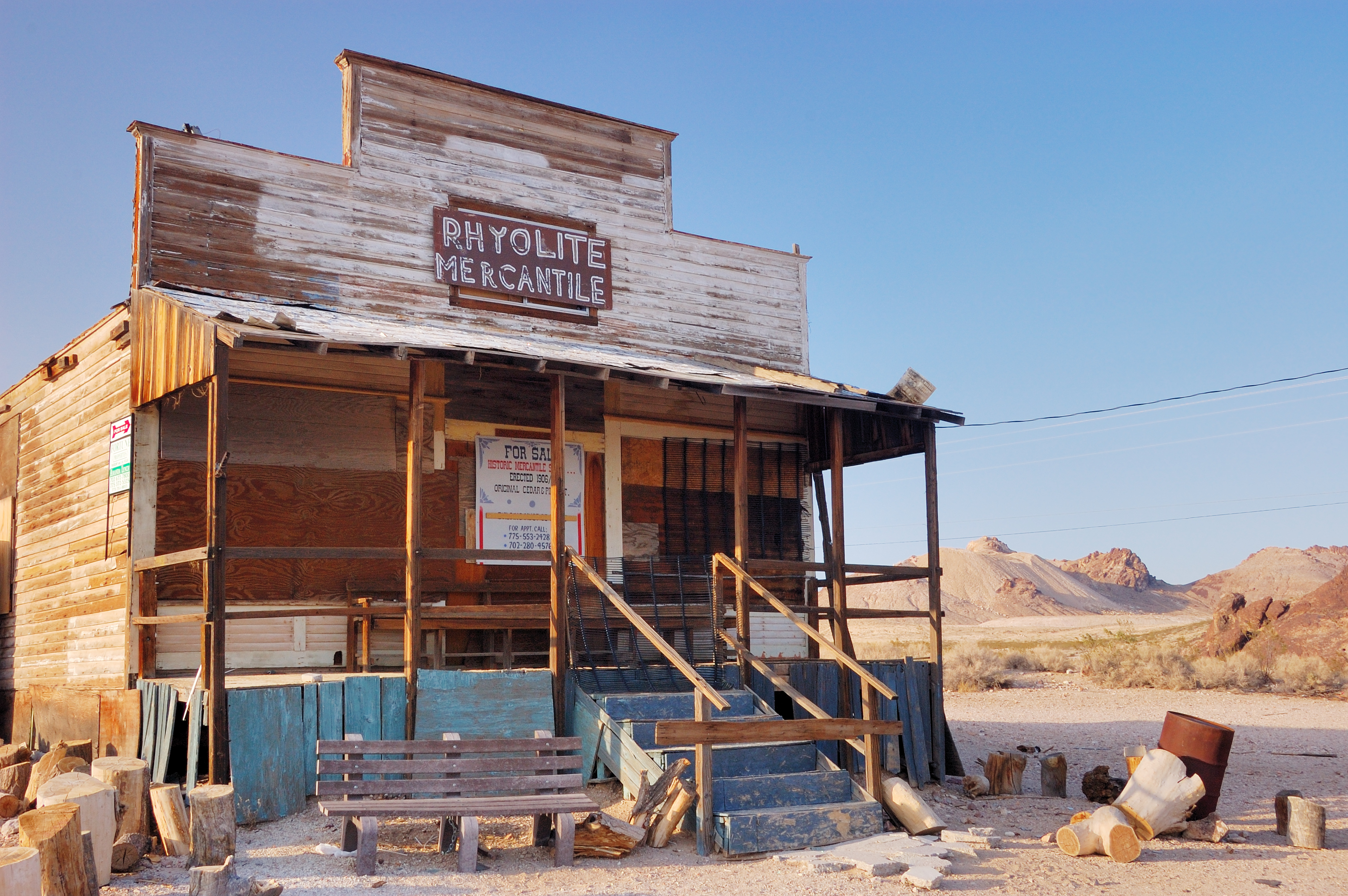
Het in 2014 afgebrande winkelpand
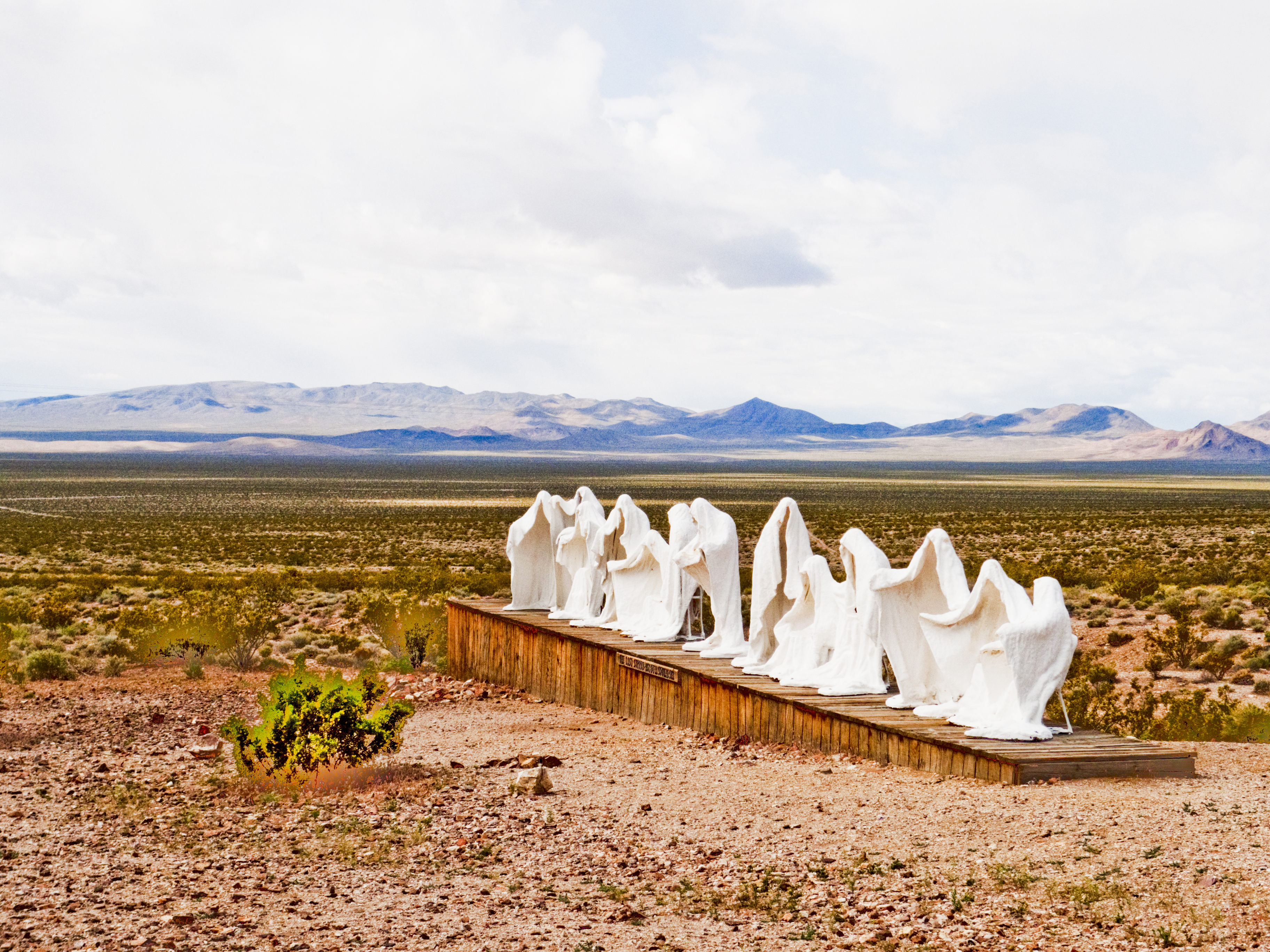
Een beeldhouwwerk dat deel uitmaakt van het Goldwell Open Air Museum